# Giovanni d’Aniello

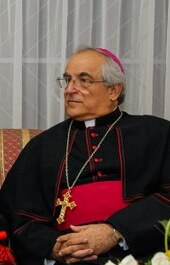
Giovanni d’Aniello, 2016

Giovanni d’Aniello (* 5. Januar 1955 in Aversa) ist ein italienischer Geistlicher, römisch-katholischer Erzbischof und Diplomat des Heiligen Stuhls.

## Leben
Der Bischof von Aversa, Antonio Cece, weihte ihn am 8. Dezember 1978 zum Priester.
Papst Johannes Paul II. ernannte ihn am 15. Dezember 2001 zum Titularerzbischof von Pesto und Apostolischen Nuntius in der Demokratischen Republik Kongo. Die Bischofsweihe spendete ihm der Papst persönlich am 6. Januar des nächsten Jahres; Mitkonsekratoren waren Robert Sarah, Sekretär der Kongregation für die Evangelisierung der Völker, und Leonardo Sandri, Substitut des Staatssekretariates.
Am 22. September 2010 wurde er zum Apostolischen Nuntius in Thailand und Kambodscha und Apostolischen Delegaten in Myanmar und Laos bestellt. Papst Benedikt XVI. ernannte ihn am 10. Februar 2012 zum Apostolischen Nuntius in Brasilien. Am 1. Juni 2020 bestellte ihn Papst Franziskus zum Apostolischen Nuntius in Russland.
Papst Franziskus ernannte ihn am 14. Januar 2021 zum Nuntius in Usbekistan.